# House On The Rock (Église)
House on the rock est une une association chrétienne évangélique d'églises non confessionnelles.  Son siège est une megachurch à Lagos, au Nigeria.  Paul Adefarasin est son dirigeant.

## Histoire
L’église a été fondée à Lagos par Paul Adefarasin et sept autres personnes en 1994.  En 2014, la confession  disait compter 50.000 membres et 35 églises au Nigeria et à l’étranger. En 2013, la confession a inauguré un temple de 10.000 sièges appelé The Rock Cathedral à Lagos. En 2018, l’église dit compter 7.000 membres à Lagos.